# Crocidura monticola
Crocidura monticola es una especie de musaraña de la familia Soricidae.

## Distribución geográfica
Se encuentra en Indonesia y Malasia. 